# جيسيابا
جيسيابا بلدية في ولاية ميناس جيرايس في المنطقة الجنوبية الشرقية من البرازيل.